# Maxomys musschenbroekii
Maxomys musschenbroekii é uma espécie de roedor da família Muridae.
Apenas pode ser encontrada na Indonésia.